# Chydaeopsis ruficollis
Chydaeopsis ruficollis là một loài bọ cánh cứng trong họ Cerambycidae.